# Trygg-Banken
Trygg-Banken var ett svenskt bankaktiebolag ägt av försäkringskoncernen Trygg-Hansa, grundat 1995. Banken köpte 1997 upp den franska banken Crédit Lyonnais svenska bankrörelse, men samma år blir bankens ägare själv uppköpt av S-E-Banken. Rörelsen slogs därefter samman med Sesambanken, en del inom Skandinaviska Enskilda Banken.
Trygg-Hansa hade tidigare varit ägare till Gota Bank genom Trygg-Hansa SPP Holding, men blivit tvungen att ge upp ägandet under finanskrisen då banken var i behov at omfattande statligt stöd. Efter krisen förändrades lagstiftningen och försäkringsbolag tilläts att direkt äga banker utan att gå via konstruktioner med holdingbolag och Trygg-Banken var en av de så kallade nischbanker som startades. Efter samgåendet med SEB, blev man en del av nischbanksverksamheten Sesam.